# Lilia Alberghina
Lilia Alberghina (12 gennaio 1937) è una biochimica italiana, professoressa emerita dell’Università di Milano-Bicocca.

## Biografia
Laureata con lode in scienze biologiche all'Università di Milano, è stata docente ordinaria di biochimica presso l'Università degli Studi di Milano-Bicocca e Scholar della Johns Hopkins University. Ha pubblicato numerosi articoli scientifici su riviste internazionali in ambito biochimico e biologico molecolare.
È coinvolta in molte attività di studio e ricerca tra cui la valutazione degli Istituti del CNR ed è presidente di SYSBIO (centro scientifico multidisciplinare).
Si interessa in particolare di biotecnologie industriali e molecolari e di integrazione di approcci modulari e computazionali.

## Riconoscimenti
- (1986) Premio Feltrinelli per le scienze biologiche e applicazioni[5].
- (2007) Socia nazionale Accademia Nazionale delle Scienze detta dei XL[2].
- (2010) Medaglia d'oro (Ambrogino d'oro) conferita dal comune di Milano[6].
- (2012) Laurea honoris causa in biotecnologie molecolari e industriali presso Università degli Studi di Napoli Federico II[7].
- (2022) Onorificenza al merito presso l'Università di Milano- Bicocca[8].

## Pubblicazioni
- Biologia : sviluppi e prospettive : per le scuole medie superiori, Mondadori, Milano, 1988.
- Dalla biologia dello sviluppo alle biotecnologie, Accademi.a nazionale dei Lincei, Roma, 1989.
- Logica e applicazioni della biologia, di Lilia Alberghina e Franca Tonini, Mondadori scuola, Milano, 1994.
- Biotecnologie e bioindustria, di Lilia Alberghina e Enrico Cernia, UTET, Torino, 1996.
- Biotecnologie, di Marina Lotti e Lilia Alberghina, ed. Le Scienze, Milano, 1999.
- Alla scoperta dei premi Nobel: Rita Levi-Montalcini, Arnoldo Mondadori Scuola, Milano, 2004.
- Biologia 1: fondamenti e nuove frontiere, Mondadori scuola, Milano, 2005.
- Biologia: dall'evoluzione biologica all'evoluzione culturale dell'uomo,,  di Lilia Alberghina e Franca ToniniMondadori Scuola, Milano, 2007.
- Alberghina: la biologia. Guida per l'insegnante per il 2. biennio dei licei, di Lilia Alberghina e Franca Tonini, Mondadori scuola, Milano, 2012.
- Per comprendere la complessità biologica, Licosia, Ogliastro Cilento, 2021[9].